# スヴォルドの海戦
スヴォルドの海戦（スヴォルドのかいせん、英語: Battle of Svolder）は、999年あるいは1000年の9月にバルト海西部でノルウェー王オーラヴ・トリグヴァソンと敵連合軍との間で行われた海戦。9世紀末ノルウェーに統一国家が出現したのに対し、それらノルウェー沿岸部の支配を長年目論んでいたデーン人たちの存在とスカンディナヴィア半島におけるキリスト教の普及と抵抗が戦いの背景にある。
ヴェンドランド遠征からノルウェーに帰国する途上、ノルウェー王オーラヴがデンマーク王スヴェン双髭王、スウェーデン王のオーロフ・シェートコヌング、およびラーデのヤール（ラーデ候）エイリーク・ハーコナルソンら連合軍の奇襲を受けた。サガによればオーラヴ船団はわずか11隻であったのに対し連合軍側の数は70隻を超えたという。数的に不利なオーラヴ軍の船は一隻又一隻と敵連合軍の手にかかり、王の船「長蛇号」もヤール・エイリークに制圧され、最期オーラヴは自ら海に身を投じたとされる。この戦いの後ノルウェー沿岸部はデンマークおよびスウェーデンの領地となり、ラーデのヤールに支配された
海戦のあった具体的な位置については、依拠する史料によって説が分かれている。アイスランド系史料ではスヴォルド（スヴォルドル）と呼ばれた島の近くであったとされるが、中世ドイツの年代記編者ブレーメンのアダムはエーレスンド海峡であったとしている。
戦いをもっとも詳しく記述した史料「王のサガ (Kings' sagas) 」は戦いのおよそ200年後に書かれたものであり、歴史史料としての価値は疑わしいが、戦いそのものとそれに至る出来事の経緯が生き生きと描かれた文学的記述である。サガでは、オーラヴ王のシグリーズへの求婚失敗とスヴェン双髭王の妹タイアとの結婚における持参金問題などが戦いの原因とされている。戦いがはじまるとオーラヴ王はデンマークおよびスウェーデン船団を民族的侮辱的言動をもって退けたかにみえたが、エイリーク・ハーコナルソンとその部下が「同じノルウェー人であるため」危険であることを認めた。もっとも有名な逸話はオーラヴ敗北の前触れをつげるエイナル・サンバルスケルヴィルの弓が折れたエピソードである。後の世紀、この戦い、特にスノッリ・ストゥルルソンの『ヘイムスクリングラ』に描かれた戦いの記述は、数々のバレエや文学に影響を与えた。

## 状況
確認可能な最古の史料によれば、かつてノルウェーは互いに敵対するいくつもの小国に分かれ中央の権力は弱かった。ノルウェーの統一と王権強化のはじまりは、伝統的には、9世紀末ハーラル1世（美髪王）の出現を待たなければならないとされる。ハーラル亡き後、その子孫たち（ホールファグレ朝）も、それ以外でノルウェー王位を狙う者たちも、ノルウェー北方のラーデのヤール（ラーデ候）や東のヴィングルマルクの支配者といった国内の強力な地方首領らとの対峙を余儀なくされた。また国外からも、デンマークの王がノルウェー南部沿岸地方の領有権を主張し、そこから奴隷を手にいれ勢力を拡大する機会を虎視眈々と狙っていた。また10世紀後半になると、キリスト教の伝播への対応もますます重要な政治課題となっていた。

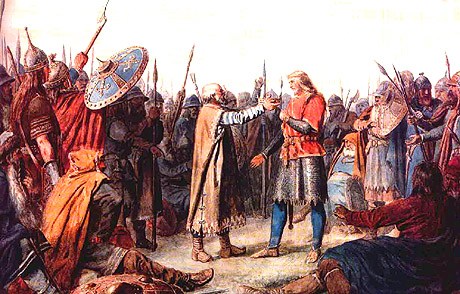
995年に王位に就いたオーラヴ・トリグヴァソンはノルウェーのキリスト教化を急速に、あらゆる手段を使って推し進めた。
(画)ペーテル・ニコライ・アルボ

970年代、ノルウェーで最も有力な人物はラーデのヤール・ハーコン・シグルザルソンであった。ハーコンは当初デンマークのハーラル青歯王に朝貢してその助勢を得ていたが、宗教問題により二者は決別している。これは、ハーラル青歯王がキリスト教に改宗してノルウェーもキリスト教化することを望んだ際に、ハーコンがこれを拒み異教徒のままであり続けたためである。995年、ハーコン・シグルザルソンは内紛から失権し、代わってキリスト教を信奉する若き指導者オーラヴ・トリグヴァソンがノルウェー王位についた。
新王オーラヴはデンマークへの従属を拒否し、ノルウェー及びノルド人植民地を可能な限り早く、完全にキリスト教化することを己の使命とした。恫喝、拷問、処刑などありとあらゆる手段を使って異教徒の抵抗を打破したオーラヴは、数年のうちに、名目上はノルウェーをキリスト教国と成した。この一方でオーラヴは複数の敵をつくることになったが、中でもハーコン・シグザルソンの息子エイリーク・ハーコナルソンとハーラル青歯王の息子でデンマークの王スヴェン双髭王の二人は、オーラヴに「ノルウェー領地を奪われた」との思いを持つ強敵であった。
スヴォルドの海戦の背景にあるこうした関係は、海戦後も数十年にわたりノルウェーを分裂させネシャールの戦いやスティクレスタズの戦いといったさらに大きな戦いを招き、1035年にマグヌス善王がノルウェー王位に就いてノルウェー独立とキリスト教化が果たされるまで続いた。

## 文献資料

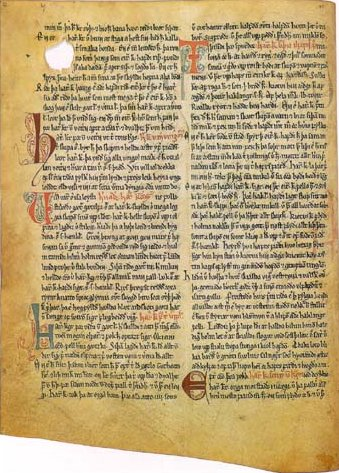
スヴォルドの戦いに関する中世の記述は多数あるが、もっとも広く知られ現代の歴史文学作品にも影響を及ぼしているのはスノッリ・ストゥルルソンの『ヘイムスクリングラ』である。

スヴォルドの戦いに触れた史料は複数ある。最古のものは中世ドイツの年代記者ブレーメンのアダムによるもので、デンマーク王スヴェン2世からの聞き取りを元にデンマーク視点で書かれた記述（1080年頃）である。後のデンマークの歴史家サクソ・グラマティクスはブレーメンのアダムの記述を自身の著作『デンマーク人の事績』（Gesta Danorum、1200年頃）に取り入れている。
ノルウェーでは『ノルウェー古代列王史』、『ノルウェー史』、『ノルウェー王のサガの概説』（1190年頃）という3冊の概説史書でこの戦いに短く触れられている。またオッド・スノッラソン『オーラヴ・トリュッグヴァソン王のサガ』（1190年ごろ）をはじめとするアイスランドの『王のサガ』ではより詳細な記述がみられるが、これらサガはスカルド詩や口述伝承をもとに、ヨーロッパにおける伝承記述を模範に想像力を加えて書き上げられたものである。オッド・スノッラソンに続くアイスランドサガ『ファグルスキンナ』『ヘイムスクリングラ』（1220年頃）にもスカルド詩が引用されている。1200年ごろのアイスランド詩には『en:Nóregs konungatal』『en:Rekstefja』『en:Óláfs drápa Tryggvasonar』の3作品など歴史的重要性をもつ作品もいくつかあった。長編『オーラヴ・トリュグヴァッソンの最大のサガ』（1300年頃）はこれら複数のサガの記述を取り入れた、最大、最後ながら史料としての信頼性はもっとも低いサガである。
当時オーラヴ・トリュッグヴァソン王に仕えたやっかい詩人ハルフレズもスカルド詩をのこしている。ハルフレズ自身は戦いには参加しなかったがオーラヴ王を讃えるために情報を集めて詩を書いた。またヤールのエイリークの側からは＜非キリスト教徒のハルドール  (Halldórr the Unchristian) ＞による詩節数編が残されており、エイリークが「長蛇号」を捕えるシーンについてじっくりと語られている。また、おそらくは1015年ごろに作られたソルドル・コルベインソン  (Þórðr Kolbeinsson)  によるエイリークへの哀歌も残されている。エイリークと共に戦ったスクーリ・ソルステインソン  (Skúli Þórsteinsson) も晩年詩を残した。
同時代のスカルド詩を入手可能な中でもっとも正確な史料として高く評価する歴史家もいるが、それらの詩はそれだけ単独で残されていたのではなく、王のサガの引用として残されていたことを忘れてはならない。2世紀にわたる口述伝承の過程で詩が正確に記憶され伝えられたかは疑わしい。さらにスカルド詩の目的は情報を正確に伝えることではなく、聴衆が既に知っている出来事をいかに芸術的に伝えかにある。しかしながら歴史家の中にはこうしたより信頼性がないがより詳細にかかれたサガの記述に頼る者も少なくない。

## 戦いに至る経緯

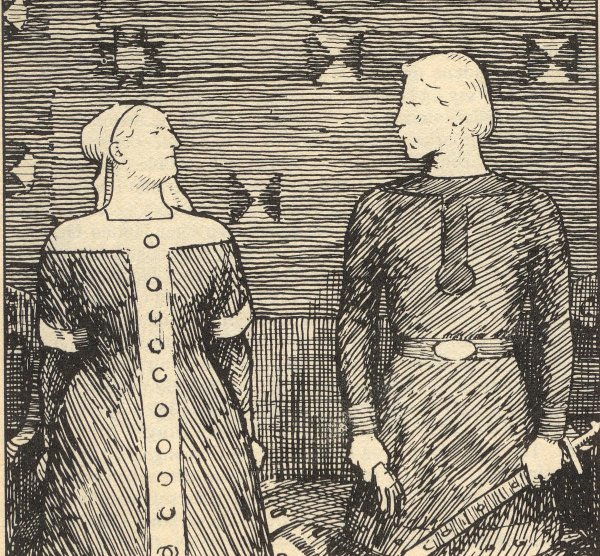
シグリーズに求婚するオーラヴ。シグリーズがキリスト教への改宗することをその条件とした。シグリーズがこれを断るとオーラヴは手袋でシグリーズをぶった。シグリーズはオーラヴに「死をもって償うことになる」と警告した。
(画)エーリック・ヴァーレンショルド

同時代のどのスカルド詩も戦いの原因については触れていない。ブレーメンのアダムによると、オーラヴ・トリグヴァソンの妻でデンマーク人のタイラがデンマークに対して戦争をするようけしかけたという。さらにスヴェン双髭王とオーロフ・シェートコヌング王が連合軍を結成したと聞いたとき、オーラヴは怒り、敵軍への攻撃を決心した。これは『ノルウェー王のサガの概説』と『ノルウェー史』も同じ内容の記述がある。タイラはスヴェン王の妹であったが、オーラヴと結婚したときスヴェンは約束の持参金を支払わなかった。怒ったオーラヴはデンマーク遠征軍を立ち上げたが、ノルウェーの全船団が集結するのを待ちきれずに出立してしまい、残りは後で合流するだろうとたった11隻で南へ進軍した。ノルウェー軍合流が期待した通りにはならない事が分かったオーラヴは、援軍を求めてヴェンドランド（ポメラニア）へと向かったがその途上でスヴェン王と連合軍の奇襲に遭った。なお＜非キリスト教徒のハルドール（Halldórr the Unchristian）＞の詩はこれとは逆で、オーラヴ王は「南から」北へ向かう途中に戦いとなったという。

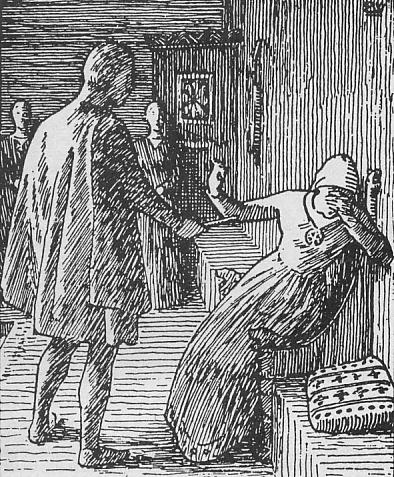
王妃タイラにアンゼリカ一束を差し出すオーラヴ。タイラは涙し、スヴェン双髭王と対峙し持参金を取り戻す勇気がないとオーラヴをなじった。

オッド・スノッラソンはタイラとの結婚によって起こった問題について、次のような詳細な記述を残している。それによると、タイラはヴェンドの王ブリスラヴと婚約、結婚し、ブリスラヴは多大な持参金を受け取った。だがこの結婚はタイラの望んだものではなく、結婚後タイラは自ら一切の食事を絶っため、ブリスラヴはタイラをデンマークに送り返したという。そしてタイラは兄スヴェンへの意趣返しとしてオーラブ・トリグヴァソンと結婚した。一方、オーラヴを憎み敵視していたスヴェンの妻シグリーズは、スヴェンにオーラヴと戦争をするようけしかけた。スヴェンはヨムスヴァイキングの首領シグヴァルディとスウェーデンのオーロフ王と共謀し、オーラヴ・トリグヴァソンを罠にかけることを決めた。タイラに叱咤されたオーラヴ・トリグヴァソンはヴェンド王ブリスラヴから持参金を取り立てるためヴェンドランドに向かったが、その途中で奇襲の計画があることを耳にした。このときオーラヴの味方を装ってヴェンド遠征に同行していたシグヴァルディは、オーラヴに「そんな噂は嘘だ」と告げた。シグヴァルディを信じたオーラヴは船団の多くを国に帰してしまった（さらに言えば、オーラヴの手下たちは皆あまり我慢強い質では無かった）。このため、スヴォルドで奇襲に遭ったときオーラヴの船団はごくわずかであったという。
『ファグルスキンナ』と『ヘイムスクリングラ』の内容も概ね上記オッドの記述に沿ったものであるが、より簡素化し一部変更を加えている。『ヘイムスクリングラ』では、シグヴァルディはオーラヴおよびヴェンド船団と共にヴェンドランドを出立し、オーラヴを奇襲に遭わせている。これら記述が正確なものであろうとなかろうと、スヴェンとオーロフそしてエイリークにはオーラヴを襲う十分な理由があった。オーラヴはノルウェー王即位後に、それまで長らくデンマークの領地であったノルウェー南部ヴィケンを手にしている。またオーラヴとスヴェンは過去共にイングランド遠征に向かったが、スヴェンがまだ戦陣を張っているにも拘らず、オーラヴは単独で一方的にイングランドと和平を結んだ。なおスヴェンとオーロフとは友好関係にあり姻戚関係もあったため、もともと同盟関係にあった。こうしたデンマーク・スウェーデンの動向に加え、父ハーコンをオーラヴに殺されたヤールのエイリークも父の無念を晴らそうとしていた。
サガやスカルド詩の記述には互いに相違点もあるが、歴史家たちはもっともあり得そうな出来事の経緯を再構築しようと模索してきた。それによると、オーラヴ・トリグヴァソンがヴェンドランドからノルウェーへと出立した際に奇襲にあったとする出来事は実際にあった可能性が高い。王のサガはタイラとその結婚の重要性を高めようとしており、オーラヴが持参金を取り立てようとしたのもおそらくは本当だろうが、オーラヴがヴェンドランドへ向かったのは持参金回収のためではなく、戦いを予期しヴェンドランドに援軍を求め失敗したとする方がより可能性がある。シグヴァルディの行動は不可解ではあるが、実際サガだけでなくスカルド詩の中でもシグヴァルディはオーラヴを裏切っている。

## 時と場所

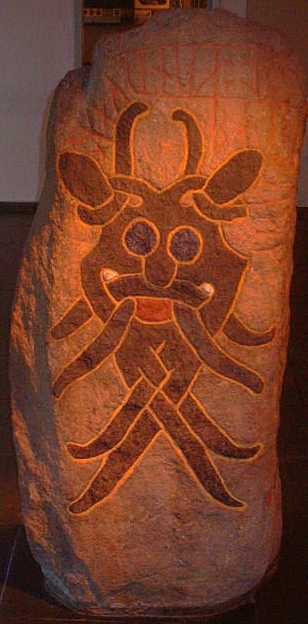
オーフスにあるヴァイキング時代後期のルーンストーン。「王が戦ったとき死を迎えた」男を讃えたもの。この戦いはおそらくスヴォルドの戦いである。

戦いの時について言及のあるすべての史料において、戦いが行われたのは1000年とされている。1128年頃に書かれた、最古にして詳細な史料『アイスランド人の書』では、戦いは夏に行われたとしている。オッド・スノッラソンはさらに、戦いの日にちについて「戦死者を悼み「9月のイードゥースの3日または4日前」（9月10日または11日）は戦死者追悼日とされた」と記している。『大サガ』では、戦いは9月9日に行われたとされ、その他の史料もこれらの日付と同じである。なお中世の年代記者や詩人の中には9月をその年の終わりとみなす人もいたので、その年が実際には999年だった可能性もある。
戦いの行われた場所については、はっきりとしない。ブレーメンのアダムによればエーレスンド海峡であり、『ノルウェー古代列王史』と『ノルウェー史』もシェラン島沖としている。12世紀ノルウェーの修道士テオドリクス (Theodoric the Monk)  は「スラヴィアの近く、スヴォルド(Svöldr)と呼ばれる島のそばで行われた」としている。『ファグルスキンナ』には「ヴィンドランド (Vinðland)沖にある島、そこはスヴォルドと呼ばれる島」とあり、オッド・スノッラソンと『ヘイムスクリングラ』にも同じ名前の島が記されているが、その具体的な場所についての記述はない。
スクーリ・ソルステインソン (Skúli Þórsteinsson) の詩編では「スヴォルドルの入り口」とされており、このため「スヴォルドル」とはもともと川の名前で、ヴェンドの地理に不明なノルド人がそれを島の名と取り違えた可能性も指摘されている。デンマークの年代記 Annales Ryensesでは珍しくもその場所はシュライ湾とされている。現代の歴史家の間では意見が分かれており、リューゲン島近くであったとする説とエーレスンド海峡であったとする節に意見が分かれている。

## 船団の構成
ノルウェーの史料はオーラヴに対する敵船団の数は圧倒的であったとする。例えば『ファグルスキンナ』は、オーラヴの軍勢は「ごく少なく」オーラヴの周りの海は「軍船で埋め尽くされた」としている。軍船の数が記載された史料はすべてオーラヴ側の軍船数は11隻としているが、敵連合軍側の船の数は相違がある。多くの史料ではスウェーデンとデンマーク軍の軍船数は同じであったとしているが、レクステフィヤ(Rekstefja)のみは別である。
| 史料                 | オーラヴ・トリグヴァソン | スウェーデン王オーロフ | エイリーク | デンマーク王スヴェン | 連合軍計 | Ref.   |
| -------------------- | ------------------------ | ---------------------- | ---------- | -------------------- | -------- | ------ |
| オッド・スノッラソン | 11                       | 60                     | 19         | 60                   | 139      | [ 27 ] |
| 『古代列王史』       | 11                       | 30                     | 22         | 30                   | 82       | [ 28 ] |
| 『ノルウェー史』     | 11                       | 30                     | 11         | 30                   | 71       | [ 29 ] |
| テオドリクス         | 11                       | -                      | -          | -                    | 70       | [ 30 ] |
| レクステフィヤ       | 11                       | 15                     | 5          | 60                   | 80       | [ 31 ] |

オーラヴ軍の船が11隻しかなかった点ではどのサガも一致しているが、＜非キリスト教徒のハルドール＞による詩節を引用したものは、オーラヴ船団は出立時には71隻だったとしている。この違いについて、サガでは71隻のうちオーラヴを裏切ったシグヴァルディ配下の船もいくつかあり、その他の船もスヴォルドの罠を素通りしてしまったためとしている。
サガには、オーラヴの乗船三隻についての記述がある。『ヘイムスクリングラ』によれば、一番目の船は漕手座が30組あり、大型で船足が早く、船首と船尾が高く作られた「鶴号」で、オーラフが建造し、後しばらくの間旗艦とした。
2番目の船は、キリスト教への改宗を拒んだため拷問で死にいたらしめた異教徒からオーラヴが接収した船である。これは「鶴号」よりも大きく立派な船だったのでオーラヴは自分で舵をとった。船首には竜の頭が彫られ、船尾は尾のように湾曲し、竜首の側面と船首全体が金色に輝いていた。この船が帆を揚げて走る様子はあたかも竜が翼を広げたようであったから、オーラヴはこの船を「竜（Serpent）」と名付けた。「竜号」は当時ノルウェー全土で最良の船とされた。

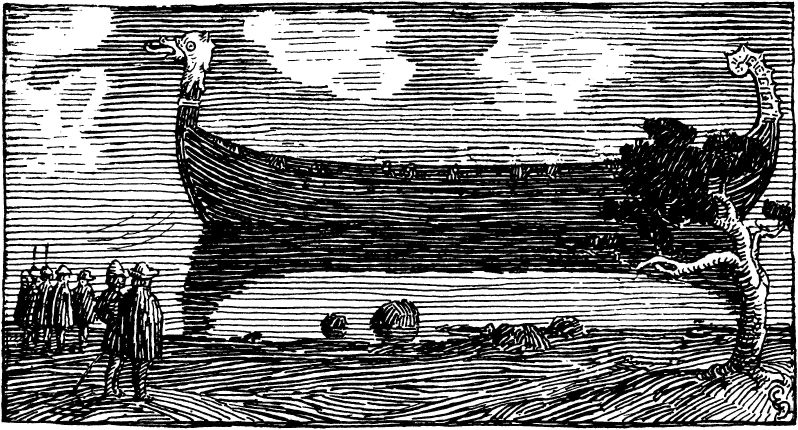
「長蛇号」は「ノルウェーで建造された船のうちでもっともりっぱで、もっとも高価な船であった。」

3番目の旗艦「長蛇号」は、サガでいくつかの逸話も伝えられる伝説的な船であった。
これが竜型船で、王がハーロガランドからもってきた＜竜号＞を模範にして建造されたものである。しかしこの船はずっと大きく、細かいところまで入念に仕上げられていた。この船を王は＜長蛇号＞となづけ、＜竜号＞の方を＜小蛇号＞と呼んだ。＜長蛇号＞には三十四の漕手席があった。船首と船尾は金メッキされ、甲板は大海用の船と同じように高くできていた。それはノルウェーで建造された船のうちでもっともりっぱで、もっとも高価な船であった。
連合軍側の船で記述があるのはエイリークの「鉄鬚（てっしゅ、Jernbarden、Iron ram）」号についてのみである。『ファグルスキンナ』によれば、この船は「あらゆる船の中で最大であった」という。『ヘイムスクリングラ』には更に詳しい記述がある。
エイリーク候はヴァイキング行にいつも使う大きな軍船をもっていた。その船は舳先の両側に鉄製の髭（衝角）がついていて、下の方に髭の幅の厚い鉄の板がついていた。そしてそれは船の喫水線まで達していた。

## 品定め
サガの作者たちが残されたわずかなスカルド詩以上に戦いの正確で詳細な情報をもっていたとは考えにくい。にもかかわらず、オッド・スノッラソンをはじめとするサガの作者たちは戦いについて詳細な文学的記述をのこし、主な人物の発言と行動まで記述している。
オーラヴ・トリグヴァソンの船が敵軍の長い停泊の列を超えるとき、攻撃は気配はなかった。オーラヴ船団をよく観察できる場所にいたエイリークと他二人の王は通り過ぎる船団に目をとめた。スヴェンとオーロフは戦いを始めようとしたが、エイリークはより注意深く、より良くノルウェー船団のことを知っていた。

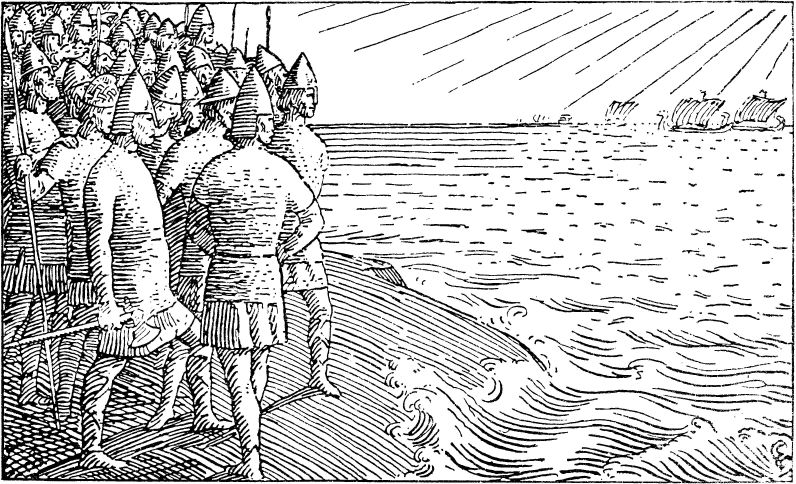
スヴォルド島からオーラヴの船団を見定める連合軍首領たち。

やがて大きな船が現れると、デンマークとスウェーデンの王はいずれもそれを「長蛇号」だと思い、すぐさま攻撃をかけようとが、エイリークは機先を制して次のように述べた。
あれはオーラヴ王の船ではない。何度も見たことがあるから分かるのです。あれはエルリング・スキャールグスソンの船です。この船を襲うなら船尾からの方がいいが、オーラヴ・トリグヴァソン王に出くわしたときには、エルリングの船などと戦わずにオーラヴ船団の隙を見つけた方がよかったと思い知ることになるでしょう。
エイリークがついに攻撃に同意した際、スヴェン王は夕暮れ前に長蛇号を制圧すると豪語した。だがエイリークはこう述べた。「スヴェンの話を聞いている者はいなかった。手下のデーン（デンマーク）軍を除いては。スヴェン王はこの船を制圧できまい。」。連合軍はオーラヴに攻撃をしかけ、サガ記述の視点はノルウェー船団に移る。
敵影をとらえたオーラヴは、櫂と帆とを使って奇襲を振り切り脱出することもできたが、逃げることをせずに足を止め11隻の船すべてに戦いを指示した。デーン船団がオーラブに向かって陣をかまえたのを見たオーラヴは「森の山羊は我々には勝てない。我々はあの軍団を恐れない。なぜなら奴らデーン人は船の上での戦いで我々に勝ったことなどないからだ」と述べ、スウェーデン軍も異教徒であることを揶揄して次の様に切り捨てた。
「長蛇号」を攻めて我らの武器で一掃されるよりも、国に帰ってお供え物の鉢でもなめていた方がスウェーデン人にとってはよかろうものを。あのような「馬喰い」どもなどは恐れるに足りん。
エイリーク・ハーコナルソンの姿をみとめたとき、ようやくオーラヴは厳しい戦いになることを悟った。「彼らは我々と同じノルウェー人だ」からである 。サガではエイリークの活躍が強調されているが、これはブレーメンのアダムやサクソ・グラマティクスらデンマークの歴史家がこの戦いをデンマーク軍のノルウェー軍に対する勝利として描き、エイリークらには触れていないのと対照的である。

## 開戦

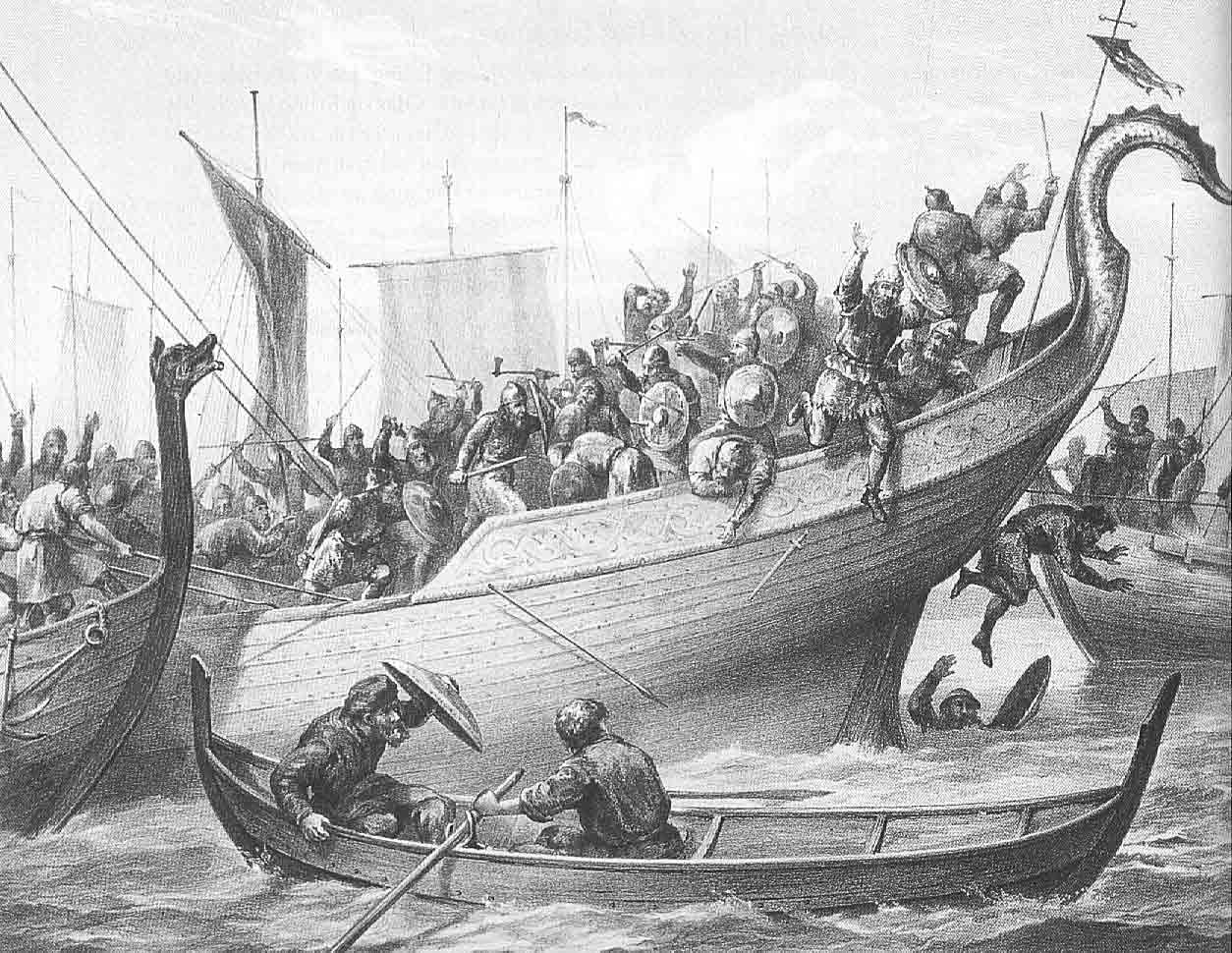
ペーテル・ニコライ・アルボの絵画。戦の混乱した様が描かれている。

この戦いでオーラヴ・トリグヴァソンが採用した戦術は、他の中世の海戦でも防衛側が頻繁に用いてきたもののひとつである。
オーラヴは船団を左右に動かしながら自船「長蛇号」を、船首が他船から突き出すように、船列の中央に配置した。この陣形の利点は「長蛇号」のすべての人員を戦いに投入できることと、「長蛇号」の櫂や帆で船内に障壁をつくり敵が数的優位をつくれないようにする点にあった。
また「長蛇号」は敵味方のどの船よりも全長が長く、背の髙い船だった。つまり守備側の利点として、相手が上向きに矢を射らなければならないのに対し「長蛇号」は矢や投槍、その他あらゆる飛び道具を雨のごとく打ち下ろすことができた。オーラヴはこのように11隻の船を一種の海上要塞と化したのであった。
これに対してサガでは、ノルウェー人エイリーク・ハーコナルソンの知性を賛美し、さらにオーラブの敵のなかでもっとも勇敢であったと褒め称えている。デンマーク人とスウェーデン人がオーラヴ船団の正面に殺到して返り討ちにあい、多数の死傷者をだし多くの船を失っていたとき、エイリークは敵船団の側面に自船「鉄鬚」をつけると、オーラヴ船列の後尾から順次敵船を襲撃していった。この戦法でオーラヴ船団は一隻また一隻と制圧され、最後には「長蛇号」が唯一隻とり残されてしまった。

## エイナル・サンバルスケルヴィル

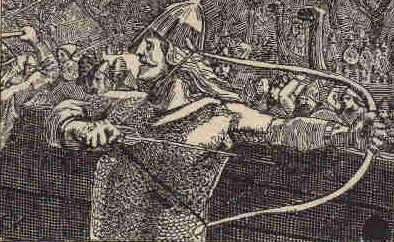
エイナル・サンバルスケルヴィルは王の弓を手にしたが、その弓があまりに弱いことを知った。

スヴォルドの海戦でもっとも有名な逸話が、オーラヴ軍の弓の名手で、スヴォルドの海戦後にはしたたかな政治家となったエイナル・サンバルスケルヴィル（太鼓腹のエイナル）のエピソードである。『ヘイムスクリングラ』によれば、エイナルは窮地に陥ったオーラヴ王を救おうと敵将エイリークを狙って矢をはなった：
『...王の射手エーナール・タンバルスケルヴェはエリック伯をねらって矢を送ると、伯の頭上をかすめて舵柄にぐざと立つ。伯はかたわらのフィンを呼んで「あの帆柱のそばの背の高いやつを射よ」と命ずる。フィンの射た矢は、まさに放たんとするエーナールの弓のただ中にあたって弓は両断する。

オラーフが「すさまじい音をして折れ落ちたのは何か」と聞くと、
エーナールが「王様、あなたの手からノルウェーが」と答えた。

王が代わりに自分の弓を与えたのを引き絞ってみて「弱い弱い、大王の弓にはあまり弱い」と言って弓を投げ捨て、剣と盾とを取って勇ましく戦った。（寺田寅彦随筆『春寒』より）
同じ逸話は『デンマーク人の事績』にも採録されているが、そこでエイナルが狙ったのはエイリークではなくスヴェン王であった。

## オーラヴ王の死

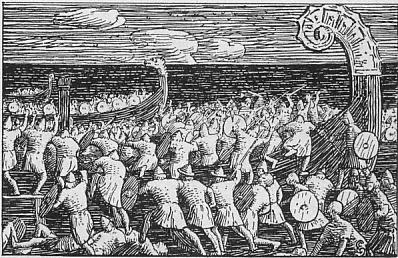
戦いの最終盤、「長蛇号」に乗り込むエイリークとその手下たち。

ついに「長蛇号」は制圧され、オーラヴは戦いに敗れた。デンマーク側の資料では、すべてを失ったオーラヴ王は自ら海に身を投げてその命を絶ったという。ブレーメンのアダムによれば、それは「その生きざまにふさわしい最期」であった 。サクソ・グラマティクスは、オーラヴは敵の手にかかるよりは自ら命を絶ちたいと願い、敵の勝利を目にするよりかはと鎧などをすべて身にまとったまま船外にとびだしたとされる。ノルウェーとアイスランドの史料はより複雑で、オーラヴに好意的である。ハルフレズはその追悼詩の中で、オーラヴはスヴォルドでの死を逃れたとする噂があることをほのめかしている。他のサガでもオーラヴのその後について様々な可能性が示唆されている。『ノルウェー王のサガの概説』には以下の記述がある：
「だがオーラヴの（船からの）落下については何も分かっていない。
戦いに耐え切れなくなった王は、未だ息はあったものの、「長蛇号」船尾の高所に立ち、そこには32組の漕ぎ座があった。エイナルが王を探し求めて船尾に辿り着いたとき、稲妻が落ちてエイナルは目の前が光に包まれてしまい、光が消えて視界を取り戻したときには王の姿はそこには無かった。
別のサガでは、オーラヴはどうにかして、泳いであるいは天使の助力を得て、おそらくはヴェンドの船に救助されて陸地に辿り着いた。一般には、難を逃れた後オーラヴは魂の救済を求めて、修道院に入ったと考えられている。『オーラヴ・トリュグヴァッソンの最大のサガ』には、聖なる地でオーラヴを見たとする「目撃情報」が1040年代まで記録されている。
オーラヴ王は、カール大帝やローマ皇帝フリードリヒ1世赤髭王、ポルトガル王セバスティアン1世のように人々が帰還を夢見た伝説的英雄の一人であったため、その死が完全に受け入れられることはなかったのであろう。

## 戦後処理

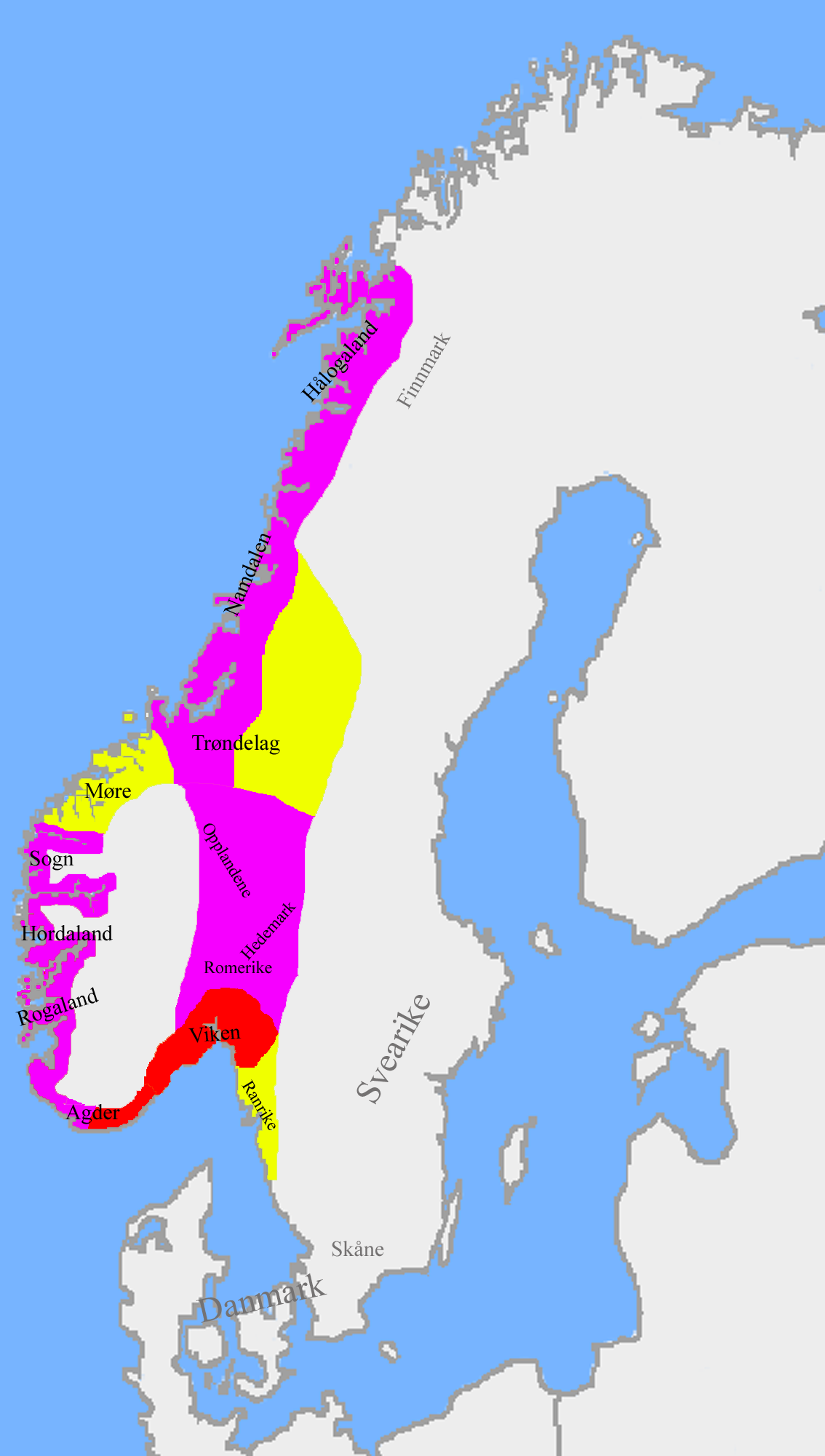
『ヘイムスクリングラ』より、スヴォルドの海戦後のノルウェー分割。スウェーデンは黄色、デンマークは赤、ラーデのヤールは紫の地域をそれぞれ支配した。

スヴォルドの海戦の後、勝利した王たちはノルウェーをいくつかの地域に分割統治した。もっとも詳しい『ヘイムスクリングラ』の記述によればノルウェーは3分割されている。スウェーデン王オーロフ・シェートコヌングは、トロンハイムに加えムーレ、ロムスダール  (Romsdal) 、ランリケ  (Rånrike)  を手に入れ、義理の息子スヴェン・ハーコナルソン  (Sweyn Haakonsson)  にこれを与え臣下とした。スヴェン双髭王はもともとデーン人の影響が強かったヴァイケン (Viken)  を手に入れ、残るノルウェーの地はラーデのヤール、エイリーク・ハーコナルソンがスヴェン双髭王の臣下として治めた。
一方『ファグルスキンナ』ではスウェーデンが支配したのはオップランとトロンハイムの一部としている。その他の資料には記述が少ない。
スヴォルドでの勝利によってヤール・エイリークとスヴェン双髭王は強く有能な支配者であることを世に示し、その支配地域は繁栄した。多くの資料で、この二人はキリスト教を受容したがその領民には信仰の自由を許したため、一般領民の間ではキリスト教への反発がおき、オーラヴ・トリグヴァソンの布教活動はその大部分が無に帰してしまったとされる。

## 後世への影響
スヴォルドの海戦は、いくつかの要因によりヴァイキング時代でももっとも有名な戦いとなっている。
ノルウェーとアイスランドの歴史学では、オーラヴ・トリグヴァソン王は北国にキリスト教をもたらした人物として高く評価されている。それ故、圧倒的な敵に対して華々しく最期を遂げた話もキリスト教布教者にふさわしいとされた。エイリークの宮廷詩人もエイリークが栄誉を受けるのに一役買った。『大サガ』には次のような記述がある：　
その戦いは、多くの理由で、これまで北方の国々で争われた戦いの中でもっとも著名な戦いであることが知られている。まずオーラヴ王と長蛇号に乗った部下たちによる気高い防衛戦である。圧倒的な数の敵に待ち伏せされながら、これほど長く勇敢に戦い抜いた例は他にない。ヤール・エイリークとその手下たちによる猛攻撃も広く知られている…　
戦いは多くの人命が失われたことでも、また当時ノルウェー最大の船にヤールが勝利したことでも非常に広く知られている。 
その船に乗った者たちはこうも述べたものである。この船は、海に浮かんでいる間であれば、武器をもって攻め落とすことは決してできないと。。

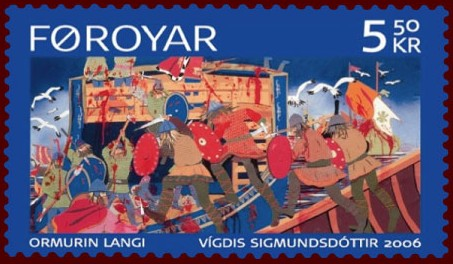
イェンス・クリスチャン・デュルフースのバラッド『オルムリン・ランギ（長蛇号）』の一場面を描いたフェロー諸島の切手。

長年「王のサガ」の研究がなされてきたアイスランドではいくつかの詩が生み出されてもいる。
15世紀のルイムル  (Rímur)  詩『Svöldrar rímur』は、戦いを詩の形式で年代記に記録し、その大部分はオッド・スノッラソンの記述に沿ったものである。18世紀には同じ題材についてさらに二つのルイムル詩がつくられ、そのうちひとつが今日に伝えられている。19世紀の著名な詩人シグルズル・ブレイズフョルズも『大サガ』を元にルイムル詩を作っている。
19世紀になりナショナリズムとロマン主義が盛んになると、サガの翻訳も増加し「スヴォルドの海戦」に対する関心がアイスランド以外でも高まった。1830年ごろのフェロー諸島の詩人イェンス・クリスチャン・デュルフースもスノッリの著作を元にスヴォルドの戦いを題材にしたバラッド『オルムリン・ランギ（長蛇号  (Ormurin Langi) ）』を書いている。
この作品は大変好評で、今日でももっとも有名なフェロー語のバラッドとして知られており、2002年にはフェロー諸島出身のプログレッシブメタル・バンド、ティアによるヘヴィメタルバージョンも話題となった。
ノルウェーでは1772年にヨハン・ノルダール・ブルンによる、愛国心を高揚させる戯曲『エイナル・タンベシエルベ』が発表され、ノルウェー文学の画期的作品となった。また作家ビョルンスティエルネ・ビョルンソンもオーラヴ王の死についてふれた「Olav Trygvason」と題する、短くも著名な詩を残している。さらにビョルンソンはエドヴァルド・グリーグと共同でオーラヴ・トリグヴァソンをとりあげたオペラを作成していたが、作品完成前に二人とも死去してしまった。ラグナル・ソーデルリンがこのオペラを完成させ2000年9月に上演したが、これはスヴォルドの海戦から1000年後のことである。ソーデルリンは戦いの場面にワーグナー、ベートベン、リストから運命のモチーフ（動機）を取り入れている。
スカンディナヴィア半島以外でも、日本の漫画家あずみ椋の作品『獅子の如く』など、この戦いを取り上げた作品がある。
英語作品でおそらくもっともよく知られたものは、アメリカの詩人ヘンリー・ワズワース・ロングフェローの『オーラヴ王のサガ（詩集『路傍の宿屋の話  Tales of a Wayside Inn. 1863年』より）』であろう。スヴォルドの海戦についての作品で、次のような一節がある。
Louder the war-horns growl and snarl　（角笛が唸り轟くとき）
Sharper the dragons bite and sting!　（竜の牙が鋭く貫く!）
Eric the son of Hakon Jarl　（我はハーコンの子エイリーク）
A death-drink salt as the sea　（死の飲み物　海の塩を）
Pledges to thee,　（誓って汝に飲ませよう）
Olaf the King!　（オーラヴ王よ!）

## 関連文献
- Adam of Bremen (translated by Francis Joseph Tschan and Timothy Reuter) (2002). History of the Archbishops of Hamburg-Bremen. Columbia University Press. ISBN 0-231-12575-5
- Baetke, Walter. Christliches Lehngut in der Sagareligion, Das Svoldr-Problem: Zwei Beiträge zur Sagakritik. Berichte über die Verhandlungen der Sächsischen Akademie der Wissenschaften zu Leipzig. Philologisch-historische Klasse 98.6. Berlin: Akademie-Verlag. 1951.
- Bjarni Aðalbjarnarson (editor) (1941). Íslenzk fornrit XXVI : Heimskringla I. Reykjavík: Hið íslenzka fornritafélag.
- Campbell, Alistair (editor and translator) and Simon Keynes (supplementary introduction) (1998). Encomium Emmae Reginae. Cambridge University Press. ISBN 0-521-62655-2
- Driscoll, M. J. (editor) (1995). Ágrip af Nóregskonungasǫgum. Viking Society for Northern Research. ISBN 0-903521-27-X
- Ekrem, Inger (editor), Lars Boje Mortensen (editor) and Peter Fisher (translator) (2003). Historia Norwegie. Museum Tusculanum Press. ISBN 87-7289-813-5
- Finnur Jónsson (1912–15). Den norsk-islandske skjaldedigtning. København: Den arnamagnæanske kommission.
- Finnur Jónsson (1923). Den oldnorske og oldislandske litteraturs historie. København: G.E.C Gads forlag.
- Finnur Sigmundsson (1966). Rímnatal I. Reykjavík: Rímnafélagið.
- Finlay, Alison (editor and translator) (2004). Fagrskinna, a Catalogue of the Kings of Norway. Brill Academic Publishers. ISBN 90-04-13172-8
- Kouri, E. I., Torkel Jansson and Knut Helle (2003). The Cambridge History of Scandinavia. Cambridge University Press. ISBN 0-521-47299-7
- Levin, Mona (translated by Virginia Siger) (2002). Saga King Becomes Opera - at Last! Music Information Centre Norway. Retrieved 30 January 2007.
- Midgaard, John (1963). A Brief History of Norway. Oslo.
- Naess, Harald S. (1993). A History of Norwegian Literature. University of Nebraska Press. ISBN 0-8032-3317-5
- Nicholson, Helen (2003). Medieval Warfare: Theory and Practice of War in Europe, 300–1500. Palgrave Macmillan. ISBN 0-333-76331-9
- Oddr Snorrason (translated by Theodore M. Andersson) (2003). The Saga of Olaf Tryggvason. Cornell University Press. ISBN 0-8014-4149-8
- Ólafía Einarsdóttir (translated by Helga Kress) (1967). "Árið 1000" in Skírnir.
- Ólafur Halldórsson (editor) (2006). Íslenzk fornrit XXV : Færeyinga saga, Ólafs saga Tryggvasonar eptir Odd munk Snorrason. Reykjavík: Hið íslenzka fornritafélag. ISBN 9979-893-25-7
- Sawyer, Peter (2005). "Scandinavia in the Eleventh and Twelfth Centuries." In The New Cambridge Medieval History IV. David Luscombe and Jonathan Riley-Smith (eds). Cambridge University Press. ISBN 0-521-41411-3.
- Sawyer, Birgit; Sawyer, Peter H. (1993). Medieval Scandinavia: from Conversion to Reformation, Circa 800–1500. University of Minnesota Press. ISBN 0-8166-1739-2
- Saxo Grammaticus (edited by J. Olrik and H. Ræder) (1931). Saxonis Gesta Danorum. Hauniæ: Munksgaard.
- Sephton, J. (translator) (1895). The Saga of King Olaf Tryggwason. London: David Nutt.
- Snorri Sturluson (translated by Lee M. Hollander). (1991). Heimskringla : History of the Kings of Norway. University of Texas Press. ISBN 0-292-73061-6
- Snorri Sturluson (translated by Samuel Laing and Rasmus Björn Anderson) (1907). Heimskringla: A History of the Norse Kings. London: Norroena Society.
- Sverrir Jakobsson (2002). "Erindringen om en mægtig personlighed : den norsk-islandske historiske tradisjon om Harald Hårfagre i et kildekristisk perspektiv" in Historisk tidsskrift 2002, vol. 81, pp. 213–30. ISSN 0018-263X
- Theodoricus monachus (translated and annotated by David and Ian McDougall with an introduction by Peter Foote) (1998). The Ancient History of the Norwegian Kings. Viking Society for Northern Research. ISBN 0-903521-40-7
- Jones, Gwyn (1984). A History of the Vikings (2nd ed.). Oxford, New York: Oxford University Press. ISBN 0-19-285139-X